# Národní muzeum (Dánsko)
Národní muzeum (Nationalmuseet) v Kodani je největším dánským muzeem kulturní historie. Hlavní budova muzea se nachází kousek od Strøget v centru Kodaně. 
Muzeum bylo založeno 22. května 1807. Jeho prvním a dlouholetým ředitelem byl archeolog Christian Jürgensen Thomsen, vedl muzeum v letech 1825–1865. Získalo k užívání rokokovou budovu zvanou Princův palác (Prinsens Palæ), jež byla postavena roku 1684. Tam sídlí dosud, adresa je Ny Vestergade 10. Vstup do muzea je pro všechny návštěvníky do 18 let zdarma. Muzeum má řadu zákonných národních závazků, zejména v oblastech: archeologie, etnologie, numismatiky, přírodních věd, konzervace, propagace, antikvární činnosti apod. 
Muzeum pečuje o řadu kostelů v Dánsku, stejně jako o tzv. Danefæ (národní poklady), například vikingskou pevnost v Trelleborgu. K nejvzácnějším artefaktům patří Zlaté rohy z Gallehusu (jakkoli vystaveny jsou pouze kopie, protože originály byly ukradeny a roztaveny v roce 1802), kotlík z Gundestrupu, runové kameny z Kingittorsuaqu a Snoldelevu, stéla se Seikilova písní, Trundholmský sluneční vůz a Bornholmský amulet. Je možno navštívit též viktoriánský apartmán Klunkehjemmet, prakticky nezměněný od roku 1890. Ovšem muzeum nemapuje jen dějiny dánské. Vystavuje též například mince ze starověkého Říma a Řecka, uchovává největší a nejrozmanitější dánskou sbírku předmětů ze starověkých kultur Blízkého východu a Egypta, například sbírku předmětů, které byly získány během dánských vykopávek v lokalitě Tella Šemšara v Iráku v roce 1957. 
Specifikou muzea je Dětské muzeum, tedy část speciálně upravená pro děti, které se tam mohou dotýkat exponátů, například vlézt do vikingské lodi apod. V rámci muzea působí též Grónské výzkumné centrum, které organizuje archeologický a antropologický výzkum v Grónsku.